# Pherotesia subjecta
Pherotesia subjecta là một loài bướm đêm trong họ Geometridae.